# Buffy Sainte-Marie
Buffy Sainte-Marie (Stoneham (Massachusetts), 20 februari 1941), geboren als Beverly Jean Santamaria, is een Amerikaanse muzikante, zangeres, componiste en maatschappelijk activiste.

## Biografie
Buffy Sainte-Marie is geboren in een ziekenhuis in het Amerikaanse Stoneham uit Amerikaanse ouders. Haar vader is van Italiaanse afkomst en haar moeder heeft overwegend Engelse voorouders. Haar geboortenaam is Beverly Jean Santamaria. Op haar geboortecertificaat is bij het vakje 'kleur of ras' zowel bij de ouders als bij de baby 'wit' ingevuld. In de Tweede Wereldoorlog pasten haar ouders hun familienaam aan naar Sainte-Marie. 
Naar eigen zeggen werd ze geboren als dochter van een Cree-indiaanse in het Piapot First Nation-reservaat in de Canadese staat Saskatchewan en beweerde daarna te zijn geadopteerd door het gezin Santamaria, om vervolgens geadopteerd te worden door een Indiaans gezin in Canada. 
Een oom van haar vertelde al in 1964 in een interview aan de Wakefield Daily Item, dat zijn nichtje geen Indiaans bloed heeft.
Ze studeerde oosterse filosofie en pedagogiek aan de University of Massachusetts Amherst. Ze verwierf een doctorsgraad in beeldende kunst, een lerarendiploma en een in oosterse filosofie. Tijdens de jaren 1960 schreef ze de protestsong Universal Soldier en de lovesong Until It's Time for You to Go. Voordat ze in de New Yorkse Gaslight Club in 1962 haar zangcarrière begon met eigen composities, speelde ze op amateurpodia bij het theater.
In enkele van haar songs, wellicht het epische My Country 'Tis of Thy People You're Dying, maakte ze opmerkzaam op het aan de Amerikaanse oerbewoners aangedane onrecht, hetgeen ertoe leidde, dat ze door veel radiozenders niet meer werd gespeeld. Haar interpretatie van de door Joni Mitchell geschreven song The Circle Game werd als titelmuziek gebruikt in de maatschappijkritische film The Strawberry Statement, die zich bezighield met het neerslaan van studentenprotesten eind jaren 1960 in de Verenigde Staten. Uit haar pen is ook de titelmelodie afkomstig van de omstreden western Soldier Blue uit 1970.
Sainte-Marie zingt en speelt gitaar. Haar eerste drie albums waren folk-georiënteerd. Opvallend was de sterke, snelle, vaak aanklagende vibrato van haar stem en de inzet van de mondboog. Eind jaren 1960 gebruikte ze een Buchla-synthesizer voor de opnamen van haar album Illuminations, dat weliswaar slecht verkocht, maar later wel werd opgenomen in de legendarische lijst The Wire's '100 Records That Set the World on Fire (While No One Was Listening)'.
Tussen 1976 en 1981 verscheen Buffy regelmatig in het kinderprogramma Sesame Street en verschafte ze voornamelijk Noord-Amerikaanse tv-kijkers een indruk van de leefwijze van de prairie- en pueblo-Indianen.
De song Up Where We Belong, gezongen door Joe Cocker en Jennifer Warnes voor de film An Officer and a Gentleman, leverde haar in 1983 een Oscar op. Aan de zijde van Pierce Brosnan speelde ze mee in de tv-film The Broken Chain uit 1993.
Haar songs werden vertolkt door talrijke artiesten, waaronder Chet Atkins, Cher, Neil Diamond, Donovan, Erasure, Janis Joplin, Kanye West, Phil Ochs, Elvis Presley, Taj Mahal, Eva Cassidy, Barbra Streisand, Evie Sands, First Aid Kit en Nancy Sinatra.
Inmiddels worden ook haar digitale kunstwerken tentoongesteld, waaronder in het Glenbow Museum in Calgary en in het American Indian Arts Museum in Santa Fe. 
Buffy Sainte-Marie werd in 1998 benoemd tot officer of the Order of Canada en in 1999 geëerd met een ster op de Canada's Walk of Fame. Sinds 1996 kreeg ze drie eredoctortitels van Canadese universiteiten. In 1995 werd ze opgenomen in de Canadian Music Hall of Fame en in 2009 in de Canadian Country Music Hall of Fame. Nadat uit onderzoek in 2023 naar buiten kwam dat haar Canadese Cree-indiaanse afkomst een verzinsel was, werden verscheidene onderscheidingen ingetrokken.